# 請願駅
請願駅（せいがんえき）は、地方自治体・地元住民・新駅周辺企業などの要望により開設された鉄道駅である。
一般的には建設費の全てまたは大半を、地元の自治体あるいは新駅の周辺に位置する企業が負担するケースがほとんどである。鉄道会社にとって元々駅を設置するつもりのなかった場所に駅を設置することになるため、その費用は受益者（新駅を利用する住民や企業）が負担するべき、との考え方にのっとって事業が進められる。住民にとっては、駅の設置により、駅周辺の利便性の向上や活性化による経済波及効果が期待されるため、建設費を負担しても自分たちの利益にかなう、と考えられるケースが多い。
日本初の請願駅は、1896年（明治29年）1月20日の官設鉄道（現・しなの鉄道）大屋駅である。

## 地方公共団体による支出の是非
日本国有鉄道（国鉄）に対する請願の場合、地方財政再建促進特別措置法（1955年施行）に基づく手続きが必要であった。地方財政の再建を旨とする同法は地方公共団体が国家機関に対し寄付金等を支払うことを原則禁止しており、認可されるには所管大臣による承認が条件とされた。
その後、国鉄分割民営化によって国家機関ではなくなったJR各社は同法条項の適用対象外となったが、自治省（現・総務省）は1987年（昭和62年）に「国鉄民営化後の各旅客鉄道株式会社及び日本貨物鉄道株式会社に対する地方公共団体の寄付金等の支出について」（昭和62年3月3日付自治導第十七号）を通達。自治大臣の承認は不要としつつも協議自体は引き続き必要とする見解を示した。
国鉄民営化後この見解に基づき最初に協議されたのは、東海旅客鉄道（JR東海）の金山駅・東海道本線ホーム建設に対する名古屋市の公的資金投入についてであった。

## 請願駅の例
※印は複数路線が乗り入れる駅（既設駅もしくは開業予定の駅）において駅を設置する予定がなかった路線に対して設置を請願したもの。

### 開業済
| 駅名                     | 開業年月日     | 事業者           | 所属路線           | 請願者                             | 負担額など                                                               | 備考                 |
| ------------------------ | -------------- | ---------------- | ------------------ | ---------------------------------- | ------------------------------------------------------------------------ | -------------------- |
| 大屋駅                   | 1896年01月20日 | 逓信省鉄道局     | 信越線             | 諏訪地域の養蚕業者など             |                                                                          |                      |
| 戸坂駅                   | 1916年04月25日 | 芸備鉄道         | 芸備鉄道線         | 戸坂村                             | 600円                                                                    |                      |
| 辻堂駅                   | 1916年12月01日 | 鉄道院           | 東海道本線         | 地元住民                           | 2,483円                                                                  |                      |
| 越ヶ谷駅                 | 1920年04月17日 | 東武鉄道         | 伊勢崎線           | 越ヶ谷町                           | 1万6,000円                                                               | 現・越谷駅           |
| 向洋駅                   | 1920年08月01日 | 鉄道省           | 山陽本線           | 仁保村向洋住民                     |                                                                          |                      |
| 新富士駅                 | 1923年12月25日 | 鉄道省           | 根室本線           | 富士製紙                           | 建設費全額負担                                                           |                      |
| 下山駅                   | 1925年10月10日 | 鉄道省           | 山陰本線           |                                    |                                                                          |                      |
| 狛江駅                   | 1927年05月27日 | 小田原急行鉄道   | 小田原線           | 狛江村                             | 建設費全額負担                                                           |                      |
| 鳥居松駅                 | 1927年12月16日 | 鉄道省           | 中央本線           | 鳥居松村住民                       |                                                                          | 現・春日井駅         |
| 布部駅                   | 1927年12月26日 | 鉄道省           | 根室本線           | 東京帝国大学                       |                                                                          | 2024年4月1日廃止     |
| 鎌谷駅                   | 1928年10月01日 | 愛知電気鉄道     | 西尾線             | 地元住民                           | 建設費全額負担                                                           | 2006年12月16日廃止   |
| 笠師保駅                 | 1928年10月31日 | 鉄道省           | 七尾線             | 笠師保村                           |                                                                          |                      |
| 三河三谷駅               | 1929年07月03日 | 鉄道省           | 東海道本線         | 三谷町                             | 27万8,000円                                                              |                      |
| 陸前落合駅               | 1929年07月03日 | 鉄道省           | 東海道本線         | 広瀬村住民ほか                     |                                                                          |                      |
| 禅昌寺駅                 | 1931年05月09日 | 鉄道省           | 高山線             | 地元住民                           |                                                                          |                      |
| 立花駅                   | 1934年07月20日 | 鉄道省           | 東海道本線         | 立花村                             |                                                                          |                      |
| 元町駅                   | 1934年07月20日 | 鉄道省           | 東海道本線         | 地元住民                           |                                                                          |                      |
| 笈川駅                   | 1934年11月01日 | 鉄道省           | 磐越西線           |                                    |                                                                          |                      |
| 長浦駅                   | 1947年01月10日 | 運輸省           | 内房線             | 長浦村                             |                                                                          |                      |
| 北見平和仮乗降場         | 1949年10月24日 | 日本国有鉄道     | 湧網線             | 地元住民                           | 住民らが建設                                                             | 1987年3月20日廃止    |
| 越前野中駅               | 1950年08月15日 | 京福電気鉄道     | 越前本線           | 上志比村・浄法寺村・北郷村         |                                                                          |                      |
| 庄内駅                   | 1951年05月15日 | 京阪神急行電鉄   | 宝塚本線           |                                    |                                                                          |                      |
| 神領駅                   | 1951年12月15日 | 日本国有鉄道     | 中央本線           |                                    | 建設費地元負担                                                           |                      |
| 東逗子駅                 | 1952年04月01日 | 日本国有鉄道     | 横須賀線           | 沼間・桜山青年会                   | 建設費一部負担                                                           |                      |
| 鎌瀬駅                   | 1952年06月01日 | 日本国有鉄道     | 肥薩線             |                                    |                                                                          |                      |
| 北愛国駅                 | 1953年11月15日 | 日本国有鉄道     | 広尾線             |                                    |                                                                          | 1987年2月2日廃止     |
| 薩摩松元駅               | 1954年02月11日 | 日本国有鉄道     | 鹿児島本線         | 上伊集院村                         | 建設費全額負担                                                           |                      |
| 北池野駅                 | 1954年04月01日 | 近畿日本鉄道     | 養老線             | 地元住民                           |                                                                          |                      |
| 東山梨駅                 | 1957年02月05日 | 日本国有鉄道     | 中央本線           |                                    | 370万円                                                                  |                      |
| 丹後神崎駅               | 1957年06月22日 | 日本国有鉄道     | 宮津線             |                                    |                                                                          |                      |
| 南石井駅                 | 1957年08月01日 | 日本国有鉄道     | 水郡線             |                                    | 地元が負担                                                               |                      |
| 依田駅                   | 1957年12月25日 | 日本国有鉄道     | 広尾線             |                                    | 地元が負担                                                               | 1987年2月2日廃止     |
| 草野駅                   | 1958年03月27日 | 日本国有鉄道     | 福知山線           |                                    | 建設費全額負担                                                           |                      |
| 小木ノ城駅               | 1958年06月25日 | 日本国有鉄道     | 越後線             | 地元住民                           |                                                                          |                      |
| 立ケ花駅                 | 1958年08月08日 | 日本国有鉄道     | 飯山線             | 中野市立ヶ花地区・豊野町住民       | 地元が負担                                                               |                      |
| 新生駅                   | 1960年04月15日 | 日本国有鉄道     | 広尾線             |                                    |                                                                          | 1987年2月2日廃止     |
| 豊ヶ岡駅                 | 1960年09月10日 | 日本国有鉄道     | 札沼線             | 月形村豊ヶ丘地区住民               |                                                                          | 2020年5月7日廃止     |
| 北岡駅                   | 1960年10月01日 | 日本国有鉄道     | 胆振線             |                                    |                                                                          | 1986年11月1日廃止    |
| 南高田駅                 | 1961年12月10日 | 日本国有鉄道     | 信越本線           |                                    | 地元が負担                                                               |                      |
| 柴宿駅                   | 1962年05月15日 | 日本国有鉄道     | 大船渡線           |                                    | 地元が負担                                                               |                      |
| 東京極駅                 | 1962年12月17日 | 日本国有鉄道     | 胆振線             |                                    |                                                                          | 1986年11月1日廃止    |
| 滝ノ間駅                 | 1963年04月20日 | 日本国有鉄道     | 五能線             | 滝の間新駅新設期成同盟会           | 95万円（八森町）、60万円（地元および八森漁協）                           |                      |
| 平石駅                   | 1963年07月15日 | 日本国有鉄道     | 北上線             | 山内村                             | 200万円                                                                  | 2022年3月12日廃止    |
| 矢美津駅                 | 1963年07月15日 | 日本国有鉄道     | 北上線             |                                    |                                                                          | 2022年3月12日廃止    |
| 梶田駅                   | 1963年10月01日 | 日本国有鉄道     | 福塩線             |                                    | 建設費地元負担                                                           |                      |
| 上飯島駅                 | 1964年02月10日 | 日本国有鉄道     | 奥羽本線           | 地元住民                           | 390万円                                                                  |                      |
| 東小金井駅               | 1964年09月10日 | 日本国有鉄道     | 中央本線           |                                    | 建設費地元負担                                                           |                      |
| 大野台駅                 | 1965年04月20日 | 日本国有鉄道     | 阿仁合線           | 合川町                             | 800万円                                                                  |                      |
| 黒江駅                   | 1966年11月01日 | 日本国有鉄道     | 紀勢本線           |                                    | 4,000万円                                                                |                      |
| 岩ノ下駅                 | 1966年12月01日 | 日本国有鉄道     | 大船渡線           |                                    |                                                                          |                      |
| 大麻駅                   | 1966年12月15日 | 日本国有鉄道     | 函館本線           | 北海道・江別市                     | 4,200万円                                                                |                      |
| 東刈谷駅                 | 1966年12月24日 | 日本国有鉄道     | 東海道本線         | 刈谷市・安城市                     | 7,250万円（刈谷市6,650万円、安城市500万円、他）                          |                      |
| 三ケ根駅                 | 1967年03月20日 | 日本国有鉄道     | 東海道本線         | 幸田町                             | 8,437万3,326円                                                           |                      |
| 東篠路駅                 | 1967年12月15日 | 日本国有鉄道     | 札沼線             | 北海道勤労者住宅生活協同組合       |                                                                          | 現・拓北駅           |
| 野々市駅                 | 1968年03月25日 | 日本国有鉄道     | 北陸本線           | 野々市町                           | 4,500万円                                                                |                      |
| 下兵庫駅                 | 1968年10月01日 | 日本国有鉄道     | 和歌山線           |                                    | 529万円                                                                  |                      |
| 三島駅※                  | 1969年04月25日 | 日本国有鉄道     | 東海道新幹線       |                                    |                                                                          | ※新幹線ホーム新設    |
| 瀬田駅                   | 1969年08月12日 | 日本国有鉄道     | 東海道本線         | 瀬田町                             | 1億1,800万円                                                             |                      |
| 北柏駅※                  | 1971年04月20日 | 日本国有鉄道     | 常磐線             | 柏市                               | 2億3,000万円                                                             | ※貨物駅の旅客化      |
| 十日市場駅               | 1979年04月01日 | 日本国有鉄道     | 横浜線             |                                    |                                                                          |                      |
| 成瀬駅                   | 1979年04月01日 | 日本国有鉄道     | 横浜線             |                                    |                                                                          |                      |
| 東福山駅※                | 1979年04月01日 | 日本国有鉄道     | 山陽本線           |                                    |                                                                          | ※貨物駅の旅客化      |
| 新川崎駅                 | 1980年10月01日 | 日本国有鉄道     | 東海道本線         |                                    |                                                                          |                      |
| 東戸塚駅                 | 1980年10月01日 | 日本国有鉄道     | 東海道本線         | 駅設置促進期成同盟                 |                                                                          |                      |
| 東船橋駅                 | 1981年10月01日 | 日本国有鉄道     | 総武本線           |                                    |                                                                          |                      |
| 大学前仮乗降場           | 1981年12月01日 | 日本国有鉄道     | 札沼線             | 東日本学園大学                     |                                                                          | 現・北海道医療大学駅 |
| ユーカリが丘駅           | 1982年11月01日 | 京成電鉄         | 本線               | 山万                               |                                                                          |                      |
| 朝日駅                   | 1983年08月08日 | 日本国有鉄道     | 関西本線           |                                    | 7,300万円                                                                |                      |
| 土呂駅                   | 1983年10月01日 | 日本国有鉄道     | 東北本線           | 大宮市                             |                                                                          |                      |
| 北山駅                   | 1984年02月01日 | 日本国有鉄道     | 仙山線             |                                    |                                                                          |                      |
| 国見駅                   | 1984年02月01日 | 日本国有鉄道     | 仙山線             |                                    |                                                                          |                      |
| 下松駅                   | 1984年04月01日 | 日本国有鉄道     | 阪和線             | 岸和田市                           | 7億円                                                                    |                      |
| 森林公園駅               | 1984年09月20日 | 日本国有鉄道     | 函館本線           |                                    |                                                                          |                      |
| 安倍川駅                 | 1985年03月14日 | 日本国有鉄道     | 東海道本線         |                                    |                                                                          |                      |
| 新井口駅                 | 1985年03月14日 | 日本国有鉄道     | 山陽本線           |                                    | 3億7,000万円                                                             |                      |
| 新花巻駅                 | 1985年03月14日 | 日本国有鉄道     | 東北新幹線・釜石線 | 花巻市                             | 40億9,000万円                                                            |                      |
| 西諌早駅                 | 1985年03月14日 | 日本国有鉄道     | 長崎本線           |                                    | 1億6,000万円                                                             |                      |
| 水沢江刺駅               | 1985年03月14日 | 日本国有鉄道     | 東北新幹線         | 水沢市                             | 35億8,200万円                                                            |                      |
| 館腰駅                   | 1985年04月22日 | 日本国有鉄道     | 東北本線           |                                    | 1億9,500万円                                                             |                      |
| すずらんの里駅           | 1985年10月31日 | 日本国有鉄道     | 中央本線           | セイコーエプソン                   | 2億円                                                                    |                      |
| 平城山駅                 | 1985年12月01日 | 日本国有鉄道     | 関西本線           |                                    | 3億円                                                                    |                      |
| 錦江駅                   | 1986年03月03日 | 日本国有鉄道     | 日豊本線           | 鹿児島県住宅供給公社               | 建設費全額負担                                                           |                      |
| あいの里教育大駅         | 1986年11月01日 | 日本国有鉄道     | 札沼線             | 地元住民                           |                                                                          |                      |
| 猊鼻渓駅                 | 1986年11月01日 | 日本国有鉄道     | 大船渡線           |                                    |                                                                          |                      |
| 西岐阜駅                 | 1986年11月01日 | 日本国有鉄道     | 東海道本線         |                                    |                                                                          |                      |
| 姫川駅                   | 1986年11月01日 | 日本国有鉄道     | 大糸線             | 糸魚川市                           | 1,300万円                                                                |                      |
| 前平公園駅               | 1986年12月11日 | 長良川鉄道       | 越美南線           |                                    |                                                                          |                      |
| 関富岡駅                 | 1986年12月11日 | 長良川鉄道       | 越美南線           |                                    |                                                                          |                      |
| 刃物会館前駅             | 1986年12月22日 | 長良川鉄道       | 越美南線           |                                    |                                                                          | 現・せきてらす前駅   |
| 海老名駅※                | 1987年03月21日 | 日本国有鉄道     | 相模線             | 海老名市                           | 3億2,300万円                                                             | ※相模線ホーム新設    |
| 片浜駅                   | 1987年03月21日 | 日本国有鉄道     | 東海道本線         |                                    | 2億7,500万円                                                             |                      |
| 西焼津駅                 | 1987年03月21日 | 日本国有鉄道     | 東海道本線         |                                    |                                                                          |                      |
| 生野屋駅                 | 1987年03月27日 | 日本国有鉄道     | 岩徳線             |                                    |                                                                          |                      |
| 伊勢上野駅               | 1987年03月27日 | 伊勢鉄道         | 伊勢線             | 河芸町                             |                                                                          |                      |
| 大河内駅                 | 1987年03月27日 | 日本国有鉄道     | 岩徳線             |                                    |                                                                          |                      |
| 佐伯区役所前駅           | 1987年03月27日 | 広島電鉄         | 宮島線             | 広島市                             | 建設費全額負担                                                           |                      |
| 東矢本駅                 | 1987年03月31日 | 日本国有鉄道     | 仙石線             |                                    | 建設費全額負担                                                           |                      |
| 鞍手駅                   | 1987年07月01日 | 九州旅客鉄道     | 筑豊本線           | 鞍手町                             | 3,000万円                                                                |                      |
| 梅山駅                   | 1987年09月21日 | 長良川鉄道       | 越美南線           |                                    |                                                                          |                      |
| 逢妻駅                   | 1988年03月13日 | 東海旅客鉄道     | 東海道本線         | 刈谷市                             | 建設費全額負担                                                           |                      |
| 青山駅                   | 1988年03月13日 | 東日本旅客鉄道   | 越後線             |                                    |                                                                          |                      |
| 掛川駅※                  | 1988年03月13日 | 東海旅客鉄道     | 東海道新幹線       |                                    | 建設費全額負担                                                           | ※新幹線ホーム新設    |
| 古淵駅                   | 1988年03月13日 | 東日本旅客鉄道   | 横浜線             |                                    |                                                                          |                      |
| 新尾道駅                 | 1988年03月13日 | 西日本旅客鉄道   | 山陽新幹線         | 尾道市ほか                         | 62億円                                                                   |                      |
| 新富士駅                 | 1988年03月13日 | 東海旅客鉄道     | 東海道新幹線       | 富士市・静岡県ほか                 | 132億8,652万円                                                           |                      |
| 津軽今別駅               | 1988年03月13日 | 北海道旅客鉄道   | 海峡線             | 今別町・青森県ほか                 | 9,260万円                                                                |                      |
| 西岡崎駅                 | 1988年03月13日 | 東海旅客鉄道     | 東海道本線         | 岡崎市                             | 9億6,000万円                                                             |                      |
| 東広島駅                 | 1988年03月13日 | 西日本旅客鉄道   | 山陽新幹線         |                                    | 47億円                                                                   |                      |
| 三河安城駅               | 1988年03月13日 | 東海旅客鉄道     | 東海道新幹線       | 安城市・愛知県ほか                 | 137億円                                                                  |                      |
| 宮内串戸駅               | 1988年04月03日 | 西日本旅客鉄道   | 山陽本線           | 廿日市町                           | 2億7,000万円                                                             |                      |
| 玉戸駅                   | 1988年06月20日 | 東日本旅客鉄道   | 水戸線             |                                    |                                                                          |                      |
| 大和駅                   | 1988年06月20日 | 東日本旅客鉄道   | 水戸線             |                                    |                                                                          |                      |
| 明峰駅                   | 1988年10月01日 | 西日本旅客鉄道   | 北陸本線           |                                    |                                                                          |                      |
| 三河塩津駅               | 1988年11月16日 | 東海旅客鉄道     | 東海道本線         | 蒲郡市                             | 1億5,000万円（市 1億3,000万円、JR 2,000万円）                            |                      |
| 東照宮駅                 | 1988年11月18日 | 東日本旅客鉄道   | 仙山線             |                                    |                                                                          |                      |
| 美里駅                   | 1988年12月01日 | 東日本旅客鉄道   | 小海線             |                                    |                                                                          |                      |
| 小野駅                   | 1988年12月04日 | 西日本旅客鉄道   | 湖西線             | 京阪電気鉄道                       |                                                                          |                      |
| 北上尾駅                 | 1988年12月17日 | 東日本旅客鉄道   | 高崎線             | 上尾市                             |                                                                          |                      |
| 太秦駅                   | 1989年03月11日 | 西日本旅客鉄道   | 山陰本線           |                                    |                                                                          |                      |
| 玉手駅                   | 1989年03月11日 | 西日本旅客鉄道   | 和歌山線           |                                    |                                                                          |                      |
| 松井山手駅               | 1989年03月11日 | 西日本旅客鉄道   | 片町線             | 京阪電気鉄道                       | 23億円（一部、京阪負担分）                                               |                      |
| 高尾駅                   | 1989年03月25日 | 樽見鉄道         | 樽見線             | 根尾村                             | 500万円                                                                  |                      |
| 高科駅                   | 1989年03月25日 | 樽見鉄道         | 樽見線             | 谷汲村                             | 500万円                                                                  |                      |
| 水口松尾駅               | 1989年03月25日 | 近江鉄道         | 本線               | 水口町・エホバの証人               |                                                                          |                      |
| 万石浦駅                 | 1989年04月26日 | 東日本旅客鉄道   | 石巻線             |                                    |                                                                          |                      |
| 南が丘駅                 | 1989年04月28日 | 近畿日本鉄道     | 名古屋線           |                                    |                                                                          |                      |
| 池の浦シーサイド駅（臨） | 1989年07月16日 | 東海旅客鉄道     | 参宮線             | 二見町・池の浦観光協会             |                                                                          | 2020年3月14日廃止    |
| 阿品駅                   | 1989年08月11日 | 西日本旅客鉄道   | 山陽本線           | 廿日市市                           | 2億3,900万円（市 60%、期成同盟会 29%、JR 11%）                           |                      |
| 中野東駅                 | 1989年08月11日 | 西日本旅客鉄道   | 山陽本線           |                                    |                                                                          |                      |
| 東部市場前駅             | 1989年11月11日 | 西日本旅客鉄道   | 関西本線           |                                    |                                                                          |                      |
| くりこま高原駅           | 1990年03月10日 | 東日本旅客鉄道   | 東北新幹線         | 栗原郡・宮城県など                 | 約32億円（栗原郡 18億、宮城県 12億）                                     |                      |
| 大学前駅                 | 1990年03月29日 | 近江鉄道         | 本線               | 八日市市                           | 1,795万円                                                                |                      |
| サッポロビール庭園駅     | 1990年07月01日 | 北海道旅客鉄道   | 千歳線             |                                    |                                                                          |                      |
| 知内駅                   | 1990年07月01日 | 北海道旅客鉄道   | 海峡線             |                                    |                                                                          | 2014年3月15日廃止    |
| 欽明路駅                 | 1990年09月27日 | 西日本旅客鉄道   | 岩徳線             | 新駅設置期成同盟会                 | 2,500万円                                                                |                      |
| 京セラ前駅               | 1991年03月16日 | 近江鉄道         | 本線               | 京セラ                             |                                                                          |                      |
| 葛岡駅                   | 1991年03月16日 | 東日本旅客鉄道   | 仙山線             | マンション分譲会社                 |                                                                          |                      |
| さつき野駅               | 1991年03月16日 | 東日本旅客鉄道   | 信越本線           | 新津・萩川間新駅設置促進期成同盟会 | 約2億7,000万円                                                           |                      |
| 徳田駅                   | 1991年03月16日 | 伊勢鉄道         | 伊勢線             | 鈴鹿市                             | 1,400万円（大部分を市が負担）                                            |                      |
| 栗東駅                   | 1991年03月16日 | 西日本旅客鉄道   | 東海道本線         |                                    | 約5億5,200万円（地元自治体 90%）                                         |                      |
| 多摩境駅                 | 1991年04月06日 | 京王帝都電鉄     | 相模原線           | 町田市                             |                                                                          |                      |
| 飯沼駅                   | 1991年10月28日 | 明知鉄道         | 明知線             |                                    |                                                                          |                      |
| 豊田町駅                 | 1991年12月14日 | 東海旅客鉄道     | 東海道本線         |                                    |                                                                          |                      |
| 小野上温泉駅             | 1992年03月14日 | 東日本旅客鉄道   | 吾妻線             |                                    |                                                                          |                      |
| 呉ポートピア駅           | 1992年03月19日 | 西日本旅客鉄道   | 呉線               | 呉ポートピアランド運営事業者       | 2億4,000万円                                                             |                      |
| 平成駅                   | 1992年07月15日 | 九州旅客鉄道     | 豊肥本線           |                                    |                                                                          |                      |
| 六地蔵駅                 | 1992年10月22日 | 西日本旅客鉄道   | 奈良線             |                                    |                                                                          |                      |
| 広川ビーチ駅             | 1993年03月14日 | 西日本旅客鉄道   | 紀勢本線           |                                    |                                                                          |                      |
| 東山公園駅               | 1993年03月18日 | 西日本旅客鉄道   | 山陰本線           | 米子市                             |                                                                          |                      |
| 大町駅                   | 1994年08月20日 | 西日本旅客鉄道   | 可部線             |                                    |                                                                          |                      |
| 南草津駅                 | 1994年09月04日 | 西日本旅客鉄道   | 東海道本線         | 草津市                             | 約30億円（市 約25億円）                                                  |                      |
| 安芸長浜駅               | 1994年10月01日 | 西日本旅客鉄道   | 呉線               |                                    |                                                                          |                      |
| 野志駅                   | 1994年12月15日 | 明知鉄道         | 明知線             |                                    |                                                                          |                      |
| 尾頭橋駅                 | 1995年03月16日 | 東海旅客鉄道     | 東海道本線         | 日本中央競馬会                     | 約23億4,000万円（JRA 約20億円）                                          |                      |
| ほしみ駅                 | 1995年03月16日 | 北海道旅客鉄道   | 函館本線           |                                    |                                                                          |                      |
| 鳥取大学前駅             | 1995年07月27日 | 西日本旅客鉄道   | 山陰本線           | 鳥取市・鳥取県                     | 7,000万円（駅部）、1億1,400万円（駅前広場等）                            |                      |
| 湖遊館新駅駅             | 1995年10月01日 | 一畑電気鉄道     | 北松江線           | 平田市                             | 建設費全額負担                                                           |                      |
| 井川さくら駅             | 1995年12月01日 | 東日本旅客鉄道   | 奥羽本線           |                                    |                                                                          |                      |
| 鍼灸大学前駅             | 1996年03月16日 | 西日本旅客鉄道   | 山陰本線           | 明治鍼灸大学                       | 4,900万円                                                                |                      |
| 有備館駅                 | 1996年03月16日 | 東日本旅客鉄道   | 陸羽東線           |                                    |                                                                          |                      |
| 東雲駅                   | 1996年03月30日 | 東京臨海高速鉄道 | りんかい線         | 江東区                             |                                                                          |                      |
| 村上駅                   | 1996年04月27日 | 東葉高速鉄道     | 東葉高速線         |                                    | 19億418万円                                                              |                      |
| 船橋日大前駅             | 1996年04月27日 | 東葉高速鉄道     | 東葉高速線         | 日本大学                           | 34億3,367万円（日大）、10億6,690万円（都市公団）                         |                      |
| 東尾道駅                 | 1996年07月21日 | 西日本旅客鉄道   | 山陽本線           |                                    |                                                                          |                      |
| 緑が丘駅                 | 1996年09月01日 | 北海道旅客鉄道   | 富良野線           |                                    |                                                                          |                      |
| JR藤森駅                 | 1997年03月08日 | 西日本旅客鉄道   | 奈良線             |                                    |                                                                          |                      |
| 板倉東洋大前駅           | 1997年03月25日 | 東武鉄道         | 日光線             |                                    |                                                                          |                      |
| 八王子みなみ野駅         | 1997年04月01日 | 東日本旅客鉄道   | 横浜線             | 住宅・都市整備公団                 | 28億円                                                                   |                      |
| あきた白神駅             | 1997年10月01日 | 東日本旅客鉄道   | 五能線             | 八森町                             |                                                                          |                      |
| 今井駅                   | 1997年10月01日 | 東日本旅客鉄道   | 信越本線           |                                    |                                                                          |                      |
| 佐久平駅※                | 1997年10月01日 | 東日本旅客鉄道   | 小海線             | 地元自治体                         |                                                                          | ※小海線ホーム新設    |
| 紫波中央駅               | 1998年03月14日 | 東日本旅客鉄道   | 東北本線           | 紫波町                             |                                                                          |                      |
| 東松戸駅※                | 1998年03月14日 | 東日本旅客鉄道   | 武蔵野線           | 松戸市                             | 建設費一部負担                                                           | ※武蔵野線ホーム新設  |
| ひたち野うしく駅         | 1998年03月14日 | 東日本旅客鉄道   | 常磐線             | 牛久市・住宅・都市整備公団         | 建設費全額負担                                                           |                      |
| JA広島病院前駅           | 1998年09月01日 | 広島電鉄         | 宮島線             | 広島県厚生農業協同組合連合会       | 約1億2,000万円                                                           |                      |
| 東静岡駅                 | 1998年10月30日 | 東海旅客鉄道     | 東海道本線         |                                    |                                                                          |                      |
| 前橋大島駅               | 1999年03月12日 | 東日本旅客鉄道   | 両毛線             |                                    |                                                                          |                      |
| 厚狭駅※                  | 1999年03月13日 | 東日本旅客鉄道   | 山陽新幹線         |                                    | 約91億円（山口県 33%、山陽町 33% 他）                                    | ※新幹線ホーム新設    |
| 前空駅                   | 2000年03月11日 | 西日本旅客鉄道   | 山陽本線           | 前空団地の開発企業                 |                                                                          |                      |
| さいたま新都心駅         | 2000年04月01日 | 東日本旅客鉄道   | 東北本線           |                                    |                                                                          |                      |
| 西留辺蘂駅               | 2000年04月01日 | 北海道旅客鉄道   | 石北本線           |                                    |                                                                          |                      |
| 円町駅                   | 2000年09月23日 | 西日本旅客鉄道   | 山陰本線           |                                    |                                                                          |                      |
| 春田駅                   | 2001年03月03日 | 東海旅客鉄道     | 関西本線           | 名古屋市・名古屋市住宅供給公社     |                                                                          |                      |
| 愛野駅                   | 2001年04月22日 | 東海旅客鉄道     | 東海道本線         |                                    |                                                                          |                      |
| 国府多賀城駅             | 2001年09月29日 | 東日本旅客鉄道   | 東北本線           | 多賀城市                           |                                                                          |                      |
| 岩城みなと駅             | 2001年12月01日 | 東日本旅客鉄道   | 羽越本線           |                                    |                                                                          |                      |
| 高崎商科大学前駅         | 2002年03月17日 | 上信電鉄         | 上信線             | 高崎市                             |                                                                          |                      |
| 織部駅                   | 2002年04月01日 | 樽見鉄道         | 樽見線             | 本巣町                             | 約3,700万円                                                              |                      |
| みなみ子宝温泉駅         | 2002年04月04日 | 長良川鉄道       | 越美南線           | 美並村                             | 建設費全額負担                                                           |                      |
| 長泉なめり駅             | 2002年09月07日 | 東海旅客鉄道     | 御殿場線           | 長泉町                             |                                                                          |                      |
| 河辺の森駅               | 2004年03月13日 | 近江鉄道         | 本線               | 遊林会、八日市市                   | 約7,000万円（大部分を市が負担）                                          |                      |
| 小鶴新田駅               | 2004年03月13日 | 東日本旅客鉄道   | 仙石線             |                                    |                                                                          |                      |
| JR五位堂駅               | 2004年03月13日 | 西日本旅客鉄道   | 和歌山線           | 香芝市                             |                                                                          |                      |
| 本庄早稲田駅             | 2004年03月13日 | 東日本旅客鉄道   | 上越新幹線         | 本庄市・埼玉県                     | 約115億円（市 41億、県 41億、他）                                        |                      |
| 高崎問屋町駅             | 2004年10月16日 | 東日本旅客鉄道   | 上越線             | 高崎市・群馬県                     |                                                                          |                      |
| 都留文科大学前駅         | 2004年11月16日 | 富士急行         | 大月線             |                                    |                                                                          |                      |
| 愛環梅坪駅               | 2005年03月01日 | 愛知環状鉄道     | 愛知環状鉄道線     | 豊田市                             | 11億8,700万円（貝津駅と合算）                                            |                      |
| 内野西が丘駅             | 2005年03月01日 | 東日本旅客鉄道   | 越後線             | 内野西土地区画整理組合             |                                                                          |                      |
| 貝津駅                   | 2005年03月01日 | 愛知環状鉄道     | 愛知環状鉄道線     | 豊田市                             | 11億8,700万円（愛環梅坪駅と合算）                                        |                      |
| たのうら御立岬公園駅     | 2005年03月01日 | 肥薩おれんじ鉄道 | 肥薩おれんじ鉄道線 | 田浦町                             | 3,400万円                                                                |                      |
| ひめじ別所駅             | 2005年03月01日 | 西日本旅客鉄道   | 山陽本線           | 姫路市                             |                                                                          |                      |
| 流山おおたかの森駅※      | 2005年08月24日 | 東武鉄道         | 野田線             | 流山市・都市再生機構               | 約27億円                                                                 | ※野田線ホーム新設    |
| 万博記念公園駅           | 2005年08月24日 | 首都圏新都市鉄道 | つくばエクスプレス | 茨城県                             |                                                                          |                      |
| 北長瀬駅                 | 2005年10月01日 | 西日本旅客鉄道   | 山陽本線           |                                    |                                                                          |                      |
| 光の森駅                 | 2006年03月18日 | 九州旅客鉄道     | 豊肥本線           | 熊本県                             |                                                                          |                      |
| フジテック前駅           | 2006年03月18日 | 近江鉄道         | 本線               | フジテック                         | 5,400万円（フジテック 4,000万円、彦根市 1,400万円）                      |                      |
| モレラ岐阜駅             | 2006年04月21日 | 樽見鉄道         | 樽見線             | モレラ岐阜管理会社                 | 6,000万円                                                                |                      |
| 太子堂駅                 | 2007年03月18日 | 東日本旅客鉄道   | 東北本線           | 仙台市・都市再生機構               | 約11億円                                                                 |                      |
| 東北福祉大前駅           | 2007年03月18日 | 東日本旅客鉄道   | 仙山線             | 東北福祉大学                       |                                                                          |                      |
| 野田新町駅               | 2007年03月18日 | 東海旅客鉄道     | 東海道本線         | 刈谷市                             | 28億1,400万円                                                            |                      |
| 平田駅                   | 2007年03月18日 | 東日本旅客鉄道   | 篠ノ井線           | 松本市                             | 約38億円                                                                 |                      |
| 日華化学前駅             | 2007年09月01日 | えちぜん鉄道     | 三国芦原線         |                                    |                                                                          |                      |
| 八ツ島駅                 | 2007年09月01日 | えちぜん鉄道     | 三国芦原線         |                                    |                                                                          |                      |
| 梶栗郷台地駅             | 2008年03月15日 | 西日本旅客鉄道   | 山陰本線           |                                    |                                                                          |                      |
| 越谷レイクタウン駅       | 2008年03月15日 | 東日本旅客鉄道   | 武蔵野線           | 越谷市・都市再生機構               | 36億円（市 18億、UR 18億）                                               |                      |
| 島本駅                   | 2008年03月15日 | 西日本旅客鉄道   | 東海道本線         | 島本町                             |                                                                          |                      |
| スクリーン駅             | 2008年03月15日 | 近江鉄道         | 多賀線             | 大日本スクリーン製造               | 約1億円                                                                  |                      |
| 西川原駅                 | 2008年03月15日 | 西日本旅客鉄道   | 山陽本線           | 学校法人就実学園・岡山市           |                                                                          |                      |
| 和木駅                   | 2008年03月15日 | 西日本旅客鉄道   | 山陽本線           | 和木町                             |                                                                          |                      |
| 南桜井駅                 | 2008年06月29日 | 名古屋鉄道       | 西尾線             | 安城市                             |                                                                          |                      |
| 極楽駅                   | 2008年12月25日 | 明知鉄道         | 明知線             |                                    | 約2,160万円（バロー 1,080万円 他）                                       |                      |
| 千曲駅                   | 2009年03月14日 | しなの鉄道       | しなの鉄道線       | 千曲市                             | 3億7000万円（市、長野県、国負担）                                        |                      |
| 西大宮駅                 | 2009年03月14日 | 東日本旅客鉄道   | 川越線             |                                    |                                                                          |                      |
| 西府駅                   | 2009年03月14日 | 東日本旅客鉄道   | 南武線             | 府中市                             |                                                                          |                      |
| 広木駅                   | 2009年03月14日 | 九州旅客鉄道     | 鹿児島本線         | 鹿児島市                           | 約1億8,494万円（市 90%、JR 10%)                                          |                      |
| 南大高駅                 | 2009年03月14日 | 東海旅客鉄道     | 東海道本線         | 名古屋市                           | 約31億円                                                                 |                      |
| 神村学園前駅             | 2010年03月13日 | 九州旅客鉄道     | 鹿児島本線         | いちき串木野市・学校法人神村学園   | 約1億4,000万円（駅建設費、学園負担）、約1億2,000万円（周辺整備、市負担） |                      |
| 武蔵小杉駅※              | 2010年03月13日 | 東日本旅客鉄道   | 横須賀線           | 川崎市                             | 約200億円（駅舎は市が全額負担、連絡通路は市とJRで折半）                  | ※横須賀線ホーム新設  |
| 新鳥栖駅※                | 2011年03月12日 | 九州旅客鉄道     | 長崎本線           | 鳥栖市                             |                                                                          | ※長崎本線ホーム新設  |
| 富合駅                   | 2011年03月12日 | 九州旅客鉄道     | 鹿児島本線         | 熊本市・富合町                     |                                                                          |                      |
| 相見駅                   | 2012年03月17日 | 東海旅客鉄道     | 東海道本線         | 幸田町                             | 約46億円                                                                 |                      |
| 南阿蘇白川水源駅         | 2012年03月17日 | 南阿蘇鉄道       | 高森線             | 南阿蘇村                           | 3,500万円                                                                |                      |
| 吉川美南駅               | 2012年03月17日 | 東日本旅客鉄道   | 武蔵野線           | 吉川市                             | 71億6800万円（市 43億6,000万、JR 28億800万）                             |                      |
| 和歌山大学前駅           | 2012年04月01日 | 南海電気鉄道     | 南海本線           | 和歌山市・和歌山県・和歌山大学     | 約35億円                                                                 |                      |
| 佐野のわたし駅           | 2014年12月22日 | 上信電鉄         | 上信線             | 高崎市                             |                                                                          |                      |
| 新黒部駅                 | 2015年02月26日 | 富山地方鉄道     | 本線               | 黒部市                             | 約2億円                                                                  |                      |
| 天童南駅                 | 2015年03月14日 | 東日本旅客鉄道   | 奥羽本線           | 天童市                             |                                                                          |                      |
| 陽羽里駅                 | 2015年03月14日 | 北陸鉄道         | 石川線             | 白山市曽谷町土地区画整理組合       | 約8,000万円                                                              |                      |
| 森町病院前駅             | 2015年03月14日 | 天竜浜名湖鉄道   | 天竜浜名湖線       | 森町                               | 約1億5,000万円                                                           |                      |
| まつもと町屋駅           | 2015年09月27日 | えちぜん鉄道     | 三国芦原線         | 福井市                             |                                                                          |                      |
| 石巻あゆみ野駅           | 2016年03月26日 | 東日本旅客鉄道   | 仙石線             | 石巻市                             | 約4億8,200万円                                                           |                      |
| 西熊本駅                 | 2016年03月26日 | 九州旅客鉄道     | 鹿児島本線         | 熊本市                             | 約12億5,000万円                                                          |                      |
| 十府ヶ浦海岸駅           | 2017年03月25日 | 三陸鉄道         | リアス線           | 野田村                             | 約1億5,000万円                                                           |                      |
| 郡山富田駅               | 2017年04月01日 | 東日本旅客鉄道   | 磐越西線           | 郡山市                             | 約20億円                                                                 |                      |
| ソシオ流通センター駅     | 2017年04月01日 | 秩父鉄道         | 秩父本線           | 熊谷市・行田市                     | 約1億9,200万円（両市折半）                                               |                      |
| 四十九駅                 | 2018年03月17日 | 伊賀鉄道         | 伊賀線             | 伊賀市                             | 約2億4,600万円                                                           |                      |
| ふかや花園駅             | 2018年10月20日 | 秩父鉄道         | 秩父本線           | 深谷市                             | 約4億円                                                                  |                      |
| 糸島高校前駅             | 2019年03月16日 | 九州旅客鉄道     | 筑肥線             | 糸島市                             | 約25億円                                                                 |                      |
| 御厨駅                   | 2020年03月14日 | 東海旅客鉄道     | 東海道本線         | 磐田市                             | 約45億円（市が約7割、残りは国、静岡県の補助）                            |                      |
| 虎ノ門ヒルズ駅           | 2020年06月06日 | 東京地下鉄       | 日比谷線           | 森ビル                             | 建設費一部負担（大半）                                                   |                      |
| みなみ寄居駅             | 2020年10月31日 | 東武鉄道         | 東上本線           | 本田技研工業                       | 建設費全額負担                                                           |                      |
| 泉外旭川駅               | 2021年03月13日 | 東日本旅客鉄道   | 奥羽本線           | 秋田市                             | 約20億7,300万円                                                          |                      |
| ロイズタウン駅           | 2022年03月12日 | 北海道旅客鉄道   | 札沼線             | ロイズコンフェクト                 | 約9億3,000万円（ロイズ社）、約6億円（当別町）                            |                      |
| 大村車両基地駅           | 2022年09月23日 | 九州旅客鉄道     | 大村線             | 大村市                             | 建設費全額負担                                                           |                      |
| 新大村駅※                | 2022年09月23日 | 九州旅客鉄道     | 大村線             | 大村市                             |                                                                          | ※大村線ホーム新設    |
| 前潟駅                   | 2023年03月18日 | 東日本旅客鉄道   | 田沢湖線           | 盛岡市                             | 約11億円                                                                 |                      |
| 幕張豊砂駅               | 2023年03月18日 | 東日本旅客鉄道   | 京葉線             | 千葉県・千葉市・イオンモール       | 約115億円                                                                |                      |
| 加木屋中ノ池駅           | 2024年03月16日 | 名古屋鉄道       | 河和線             | 東海市                             | 約75億円                                                                 |                      |
| 上所駅                   | 2025年03月15日 | 東日本旅客鉄道   | 越後線             | 新潟市                             | 25億円                                                                   |                      |
| 仙巌園駅                 | 2025年03月15日 | 九州旅客鉄道     | 日豊本線           | 鹿児島市・鹿児島県など             | 約4億円（島津興業 2億4,000万、市 7,500万、県 8,500万）                   |                      |

### 請願中
鉄道事業者に請願中または、請願が承認されて建設中の駅を記す（戦略的新駅については別項を参照）。
| 駅名                           | 開業時期  | 事業者         | 所属路線   | 請願者           | 負担額   |
| ------------------------------ | --------- | -------------- | ---------- | ---------------- | -------- |
| 手柄山平和公園駅               | 2026年春  | 西日本旅客鉄道 | 山陽本線   | 姫路市           |          |
| 豊岡だるま駅                   | 2027年3月 | 東日本旅客鉄道 | 信越本線   | 高崎市           | 約30億円 |
| （名称未定）                   | 2027年春  | 九州旅客鉄道   | 豊肥本線   | 菊陽町           | 約16億円 |
| （仮称：貝塚新駅）             | 2027年    | 九州旅客鉄道   | 鹿児島本線 | 福岡市・九州大学 |          |
| （仮称：北海道ボールパーク駅） | 2028年夏  | 北海道旅客鉄道 | 千歳線     | 北広島市         | 約80億円 |
| （仮称：船橋新駅）             | 2028年度  | 東葉高速鉄道   | 東葉高速線 | 船橋市           | 約65億円 |
| （仮称：蒲生新駅）             | 未定      | 近江鉄道       | 本線       | 東近江市         |          |

### 断念
| 駅名（仮称） | 断念時期 | 事業者         | 所属路線     | 請願者                                                             |
| ------------ | -------- | -------------- | ------------ | ------------------------------------------------------------------ |
| 大足駅       | 不明     | 名古屋鉄道     | 河和線       | 名鉄大足駅誘致促進特別委員会（武豊町）                             |
| 南びわ湖駅   | 2007年   | 東海旅客鉄道   | 東海道新幹線 | 東海道新幹線（仮称）南びわ湖駅設置促進協議会（滋賀県・栗東市ほか） |
| みなみ北本駅 | 2013年   | 東日本旅客鉄道 | 高崎線       | 北本市                                                             |
| 白山駅       | 2017年   | 西日本旅客鉄道 | 北陸新幹線   | 北陸新幹線（仮称）白山駅建設期成同盟会（白山市）                   |
| 新千曲駅     | 2018年   | 東日本旅客鉄道 | 北陸新幹線   | 北陸新幹線新駅誘致期成同盟会（千曲市）                             |
| （名称未定） | 不明     | 天竜浜名湖鉄道 | 天竜浜名湖線 | 掛川市                                                             |

### 類例
戦略的新駅については別項を参照
金山駅※
開業年月日：1989年7月9日（※東海道本線ホーム新設）
事業者：東海旅客鉄道
所属路線：東海道本線
請願者：名古屋市
解説：金山総合駅構想における東海道本線ホーム設置について、国鉄と名古屋市とで認識が異なり、請願駅として名古屋市に全負担を求める国鉄に対し、名古屋市は「名古屋市から新駅設置を請願したことはない」として、国鉄負担を求め続けていた。この対立はJR東海に引き継がれるが、世界デザイン博覧会の開催に間に合わせるという命題の下で妥協が成立。大部分が名古屋市負担としつつ、一部のみJR東海が負担する形で決着した。そのため名目上は「純粋な請願駅」ではないことになっているが、名古屋市からの支出について先述した自治省に対する協議が求められるなど、請願駅の場合と同様の手続きが取られている。

名寄高校駅
開業年月日：2022年3月12日（東風連駅の移設扱い）
事業者：北海道旅客鉄道
所属路線：宗谷本線
請願者：名寄市
解説：手続き上は請願駅ではなく、東風連駅を移転・改称したものである。しかし旧・東風連駅からは1.5 kmも離れており実質的には新駅の設置に相当すること、移転に際して2019年（平成31年・令和元年）に名寄市から名寄高校付近に駅を移設するよう請願があり、事業経費も名寄市が負担しているなど、請願駅と同等の経緯と支援を経て移設に至っている。

## 戦略的新駅
戦略的新駅は東日本旅客鉄道（JR東日本）が提唱している新駅建設スキームの一形態で、沿線自治体と包括連携協定を結ぶことで鉄道側が積極的にまちづくりに関与し、迅速な駅開業を目指すものである。一般的な請願駅と異なり、この形態を取る新駅は自治体からの一方的な請願ではないため、鉄道会社側も一定の建設費用を負担することになる
。
JR東日本がこのスキームにより開業させた最初の駅は小田栄駅である。以後、JR東日本の沿線では駅の誘致において自治体側がこのスキームによる開業を目指す事例も出てきている。
| 駅名                     | 開業年月日     | 所属路線   | 請願者                   | 負担額                                   | 負担額                         |
| 駅名                     | 開業年月日     | 所属路線   | 請願者                   | 請願者                                   | JR東日本                       |
| ------------------------ | -------------- | ---------- | ------------------------ | ---------------------------------------- | ------------------------------ |
| 小田栄駅                 | 2016年03月26日 | 南武線     | 川崎市                   | 川崎市：総額5億4,800万円をJR東日本と折半 | 総額5億4,800万円を川崎市と折半 |
| あしかがフラワーパーク駅 | 2018年04月01日 | 両毛線     | 足利市                   | 足利市：約3億9,600万円、栃木県：約1億円  | 約3億2,300万円                 |
| （仮称：村岡新駅）       | 2032年頃予定   | 東海道本線 | 神奈川県・藤沢市・鎌倉市 | 工事費の85% （県 30%、両市 各27.5%）     | 工事費の15%                    |